# شارع الزهراء (القدس)
شارع الزهراء هو من أهم الشوارع الحيوية والتجارية في مدينة القدس. سمي الشارع بشارع الزهراء نسبة لوجود قصر الزهراء فيه هو الاسم الذي أطلقه آل دقاق على بيتهم.
يبدأ مرور هذا الشارع من المصرارة مرورا بشارع السلطان سليمان ومن ثم إلى شارع صلاح الدين وشارع ابن بطوطة بحيث يبعد 300 متر عن سور القدس من الجهة الشمالية وبهذا يكون الوصول عبر سهل باتجاه الساهرة  -الذي يقع مقابل باب الساهرة أو باب الزاهرة كما يطلق عليه المقدسيون- من الغرب إلى الشرق.
بدأ شارع الزهراء كمسار للخيل وعرباتها، لكن كنتيجة لضيق البلدة القديمة بدأت بناية البيوت في الشارع وكان من أحد أول البيوت التي وثقت بيت الشيخ الخليلي الذي تم تشيده عام 1711 ثم بني بيت آخر عام 1873، وبهذا فقد كان الشارع يمتلئ بالبيوت، أما فكرة بناء المحلات التجارية في شارع الزهراء فكانت عندما وجد المقدسيون أنفسهم مضطرين لاستحداث منطقة تجارية على إثر النكبة التي أصبحت محطة مفصلية في تاريخ الشارع من الناحية الاقتصادية، وأما عام 1928 تم البدء ببناء متحف روكفلر وتم الانتهاء من تشييده في أوائل الثلاثينات.
أما في طرف الساهرة من الجهة الغربية يرى المارة مقبرة تاريخية لمسلمي القدس وهي «مقبرة الساهرة» والتي تقع على تلة مقابل سور القدس.
ففي العادة تقام المقابر على أراضٍ وقفية فقد بنى المسلمون مقرهم في نهاية شارع الزهراء على أرض مقبرة إسلامية لم تكن مستعملة وتعود أصولها لفلسطين العثمانية، كما أنه تم بناء الغرفة التجارية على أرض نفس المقبرة بموجب عقد خاص مع الأوقاف الإسلامية لمدة ما يقارب العشرين عاما ويؤول المبنى في نهاية العقد لدائرة الأوقاف الإسلامية كوقف خيري، وبهذا كله يتم التأكد على أن السهل في الأصل أراض وقفية تم تحكيرها عبر الزمن.
وفي نهاية العهد العثماني تم تحكير معظم الأراضي الوقفية لأشخاص أو تاجيرها لمزارعين، وتمكن المستأجرون من تسجيل معظم هذه الأراضي بالطابور العثماني في القرن التاسع عشر وتم القيام ببعض القطع للبناء.
فبعض المناطق المجاورة لطريق الزهراء كانت كمعسكر للجيش العثماني خاصة المنطقة التي أقيمت عليها سينما القدس وحولها من المناطق، فمن هذا المعسكر خرجت آخر فرقة عسكرية عثمانية عام 1917 من القدس باتجاه الشمال، وقد استعمل الجيش البريطاني المعسكر نفسه بعد الاحتلال البريطاني للقدس، واستعمل أيضا الجيش الأردني نفس الأرض أو جزء منها كمعسكر له في الحرب عام 1948 ولعدة سنوات بعدها.